# CREBBP
Локус: 
CREB-свя́зывающий бело́к (англ. (cyclic AMP response element binding protein) bind, CREBBP, CBP) — белок, который у человека кодируется геном CREBBP, локализованным на 16-й хромосоме. CBP (как и его близкий гомолог, p300) функционирует как транскрипционный коактиватор, то есть посредством белок-белковых взаимодействий связывает различные белковые трансактиваторы транскрипции с основным транскрипционным комплексом. Впервые описан исследователями в 1993 году.

## Ген
Ген CREBBP у человека располагается на 16-й хромосоме и занимает локус 16p13.3. Ген содержит 34 экзона и экспрессируется повсеместно, в том числе и на эмбриональном этапе развития. Ген расположен на минус-цепи. Длина гена составляет около 190 килобаз, транскрипция идёт от центромеры до теломеры. Длина мРНК составляет 8,7 кб, из которых на кодирующую последовательность приходится 7,3 кб.
Гомологи CREBBP имеются у многих многоклеточных организмов, в том числе мух, червей и растений, однако отсутствуют у низших эукариот, например, дрожжей. У данио-рерио паттерны экспрессии CREBBP и его метилирования играют роль в ходе развития организма. У ящерицы североамериканского красногорлого анолиса экспрессия CBP различается у двух полов.

## Структура
CREBBP представляет собой белок с молекулярной массой 265 кДа, состоящий из 2442 аминокислот. Локализуется в ядре. По строению он очень схож с гомологичным белком p300, вместе с которым CBP составляет семейство коактиваторов p300-CBP.
Большая часть функциональных доменов этих двух белков высоко консервативна. В числе этих доменов 4 известных трансактивационных домена (TAD): 
- первый цистеин/гистидин-обогащённый участок (CH1), в который входит транскрипционный адаптерный цинковый палец 1 (англ. transcriptional adapter zinc finger 1, TAZ1);
- домен KIX, взаимодействующий с CREB;
- ещё один цистеин/гистидин-обогащённый участок (СН3), содержащий цинковый палец TAZ2 и цинковый палец типа ZZ;
- коактиваторный связывающий домен ядерных рецепторов (англ. nuclear receptor co-activator binding domain, NCBD), также известный как интерферон-связывающий домен (англ. interferon-binding domain, IBiD). Эти TAD обеспечивают различные белок-белковые взаимодействия CBP с ДНК-связывающими факторами транскрипции, ключевыми компонентами транскрипционной машинерии и прочими коактиваторами транскрипции (подробнее см. ниже).

Кроме того, и p300, и CBP также содержат домен с гистонацетилтрансферазной активностью (НАТ), который ацетилирует гистоны и другие белки. Рядом с ним находится бромодомен, который связывается с ацетилированными остатками лизина и может привлекать СВР к специфическим сайтам на хромосомах. Рядом с каталитическим участком располагается ещё один цистеин/гистидин-обогащённый участок (CH2), включающий бромодомен и PHD-палец, который связывается с коферментом А. Наличие этого мотива уникально для CBP, он отсутствует у других белков с гистонацетилтрансферазной активностью.

Принципиальная схема структуры СВР/р300 с указанием доменов

## Действие на клеточном уровне
Ген CREBBP экспрессируется повсеместно и участвует в транскрипционной коактивации многих факторов транскрипции. Белок CREBBP впервые был описан как ядерный белок, который связывается белком CREB. Этот ген, как теперь известно, играет важную роль в эмбриональном развитии, контроле роста и поддержании гомеостаза. Было показано, что мыши, у которых нокаутирован ген CREBBP или EP300, кодирующий белок р300, погибают на ранних этапах развития. Кроме того, мыши, у которых имелся только один функциональный аллель каждого из генов CREBBP и EP300 вместо двух, также погибали в ходе эмбриогенеза. По-видимому, для развития эмбриона критическое значение имеет общее суммарное содержание белков CBP и p300, которое в обоих случаях составляло половину от нормального. В отличие от организма в целом, отдельные клетки могут развиваться в отсутствии белков CBP или р300. Например, у мышей В- и Т-клетки, лишённые или СВР, или р300, развивались нормально в условиях in vivo, а лишённые обоих белков одновременно погибали.
CBP, как и p300, повышает экспрессию генов-мишеней при помощи следующих основных механизмов:
- релаксация хроматина в области промоторов при помощи ацетилирования гистонов;
- рекрутирование ключевых элементов транскрипционного комплекса, в том числе РНК-полимеразы II, к промоторам;
- функционирование в качестве опорного белка (белок скэффолда[англ.]) для стабилизации взаимодействий других факторов транскрипции с транскрипционным комплексом[18].

CBP, как и p300, предпочитает ацетилировать N-концевые хвосты гистонов, а именно остатки К12 (лизин 12) и К15 гистона H2B, K14 и K18 гистона Н3 и К5 и К8 гистона Н4. Однако СВР ацетилирует не только гистоны, но и негистоновые белки, такие как различные факторы и коактиваторы транскрипции. Эти модификации могут изменять белок-белковые взаимодействия, взаимодействия белков с ДНК, а также ядерную локализацию белков. Другие важные партнёры СВР и р300 — белки репликации и репарации ДНК, в частности, PCNA, Flap-эндонуклеаза 1, ДНК-полимераза β, тимин-ДНК-гликозилаза. Кроме того, СВР и р300 могут взаимодействовать и с белками, не имеющими непосредственного отношения к хроматину, в частности, с циклином Е и циклин-зависимой киназой 2, тем самым участвуя в регуляции клеточного цикла. СВР и р300 участвуют в регуляции разрушения транскрипционного фактора p53. Было показано, что регион СН-1 СВР и р300 может проявлять полиубиктивинлигазную активность р53, тем самым непосредственно влияя на его деградацию. Наконец, СВР, как и р300, могут ацетилировать белки, связанные с ядерным транспортом, в частности, импортин-α1 и импортин-α7.
CBP используется в качестве белка скэффолда многими транскрипционными факторами, в числе которых c-jun, c-myb, MyoD, E2F1, YY1, а также члены суперсемейства рецепторов стероидных гормонов (полный список белков, с которыми взаимодействует CBP, см. ниже).
Результаты последних (по состоянию на 2009 год) исследований показали, что СВР-опосредованное посттрансляционное N-гликозилирование изменяет конформацию белков, взаимодействующих с CBP, регулируя таким образом экспрессию генов, клеточный рост и дифференцировку.

## Физиологические функции
CBP задействован в сигнальных путях G-белков и через них принимает участие в ответе клетки на связывание адреналина. Некоторые G-белки в активированном состоянии стимулируют аденилатциклазу, в результате чего уровень сАМР в клетке повышается. сАМР активирует протеинкиназу А (РКА), которая состоит из четырёх субъединиц: двух регуляторных и двух каталитических. Связывание сАМР с регуляторными субъединицами вызывает освобождение каталитических субъединиц, которые вследствие этого могут переместиться в ядро и взаимодействовать с транскрипционными факторами, таким образом влияя на экспрессию генов. Транскрипционный фактор CREB, связывающийся с последовательностью ДНК, называемой элементом отклика на сАМР (CRE), фосфорилируется РКА по остатку серина (Ser 133) в домене KID. Эта модификация стимулирует взаимодействие домена KID CREB с доменом KIX CBP или р300, в результате чего усиливается транскрипция генов, подконтрольных CREB, в том числе и тех, которые участвуют в глюконеогенезе. Этот сигнальный путь запускается при связывании адреналина с клеткой-мишенью.
Огромное количество экспериментальных данных свидетельствуют о ключевой роли ацетилирования гистонов в пластичности синапсов у млекопитающих (в том числе долговременной потенциации), памяти и поведенческой адаптации к окружающей среде. Первоначальные свидетельства связаны с наблюдением, касающимся больных синдромом Рубинштейна — Тейби: у них мутации, затрагивающие CBP, приводят к умственной отсталости. Кроме того, мыши, мутантные по CREBBP, имели нарушения долговременной памяти. Дальнейшие эксперименты показали, что CBP важен не только для нейронной пластичности, но также выживания нейронов, связанного с их активностью, и нейрогенеза.
Нарушения со стороны иммунной системы, проявляющиеся у пациентов с синдромом Рубинштейна — Тейби, свидетельствуют о важной роли CBP в функционировании иммунной системы и воспалительных процессах. По-видимому, этот эффект обусловлен ненормально пониженной экспрессией таких важных для иммунитета белков, как CREB, NF-κB, c-jun, c-Fos, BCL2 и c-Myc, обусловленной отсутствием активности СВР. В самом деле, регулируя активность транскрипционных факторов NF-κB и AP-1, которые активируют гены, связанные с хроническим и острым воспалением, СВР может играть важную роль в контроле воспаления на уровне транскрипции. Установлено, что СВР задействован в экспрессии белка CD59, который участвует в защите клеток организма от атак со стороны системы комплемента.
СВР играет важную роль в функционировании женской репродуктивной системы. На мышах было показано, что он необходим для экспрессии лютеинизирующего гормона-бета и поддержании нормальной фертильности. Кроме того, СВР необходим для экспрессии генов-мишеней лютеинизирующего гормона во время овуляции. Он также участвует в клеточном ответе на связывание эстрогена.
CBP и p300 играют важную роль в функционировании фоторецепторов (палочек и колбочек): колбочко-палочковый гомеобоксовый белок (англ. cone-rod homeobox protein, CRX) привлекает их к промоторам необходимых генов, где они ацетилируют гистоны и способствуют их экспрессии. Интересно, что нокаут одного из генов CREBBP и EP300 не оказывал почти никакого эффекта на фоторецепторные клетки, а нокаут обоих генов сильно изменял их морфологию и функционирование. Такой эффект был связан со снижением ацетилирования гистонов Н3 и Н4, что является следствием нефункциональности CBP и p300.
Показана возможность участия СВР в адипогенезе.

## Регуляция
Ацетилтрансферазная активность CBP положительно регулируется фосфорилированием МАР-киназой p42/p44, Cdk2 и протеинкиназой А. При этом фосфорилирование консервативного остатка серина в положении 89 (S89) протеинкиназой С-δ снижает ацетилтрансферазную активность СВР. Ацетилтрансферазная активность СВР может изменяться (как в положительную, так и в отрицательную сторону) при взаимодействии с другими белками. Например, она усиливается при взаимодействии с такими транскрипционными факторами, как C/EBP-α, NFE2 и HNF-1α и понижается при взаимодействии с транскрипционным фактором PU.1. При этом все перечисленные белки взаимодействуют с одним и тем же сайтом СВР — участком СН3. Механизмы того, как белки, взаимодействующие с СВР в одном и том же сайте, влияют на его активность противоположным образом, в настоящий момент не ясны.
В настоящее время разрабатываются искусственные ингибиторы CBP, некоторые из которых могут найти потенциальное применение в медицине (например, ICG-001 подавляет рост раковых клеток в поджелудочной железе). Ингибиторы могут связываться, например, с бромодоменом CBP.

## Клиническое значение

### Синдром Рубинштейна — Тейби

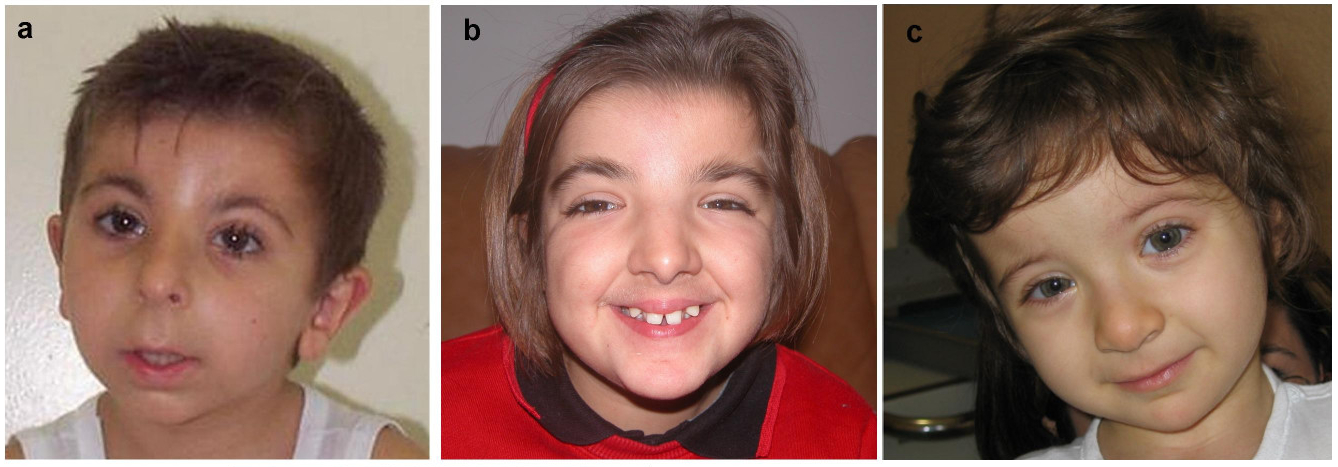
Больные синдромом Рубинштейна-Тейби с характерными лицевыми аномалиями

Мутации в гене CREBBP вызывают синдром Рубинштейна — Тейби (RTS). Однако RTS может развиваться и при мутациях гена EP300. Пациенты с RTS характеризуются множественными врождёнными пороками, отставании в умственном развитии и постнатальном развитии, микроцефалией, характерными лицевыми аномалиями, широкими, часто заострёнными пальцами рук и увеличенными пальцами ног. Частота встречаемости этого заболевания составляет 1 случай на 100 тысяч—125 тысяч новорождённых. Как правило, пациенты с RTS имеют повышенный риск развития опухолей. У человека фенотипы, проявляющиеся при гаплонедостаточности по CREBBP и при мелких делециях и мутациях, приводящих к образованию укороченной формы белка, не различаются. У мышей гетерозиготная делеция или укорочение CBP приводит к фенотипу, напоминающему RTS. Список описанных мутаций CREBBP, приводящих к развитию RTS, постоянно пополняется. В общем случае к RTS приводят те мутации CREBBP, которые подавляют его гистонацетилтрансферазную активность.

### Острый миелоидный лейкоз
Хромосомные транслокации, затрагивающие CREBBP, связывают с острым миелоидным лейкозом (AML). К AML также могут приводить транслокации в EP300. Более того, транслокации, затрагивающие CREBBP и вызывающие AML, могут быть следствием противораковой химиотерапии (например, при лечении рака молочной железы). В случае этих сбалансированных транслокаций 5'-конец генов MLL, MOZ или MORF сшивается с 3'-концом гена CBP или p300, и наоборот. Это приводит к образованию химерных белков, например, MLL–CBP и CBP–MLL. Химерные белки, у которых CBP (p300) сливается с другим своим С-концом (MLL–CBP, MLL–p300, MOZ–CBP, MOZ–p300, MORF–CBP), по-видимому, играют ключевую роль в лейкемогенезе, а мРНК, кодирующие обратные белки (например, CBP–MLL), у пациентов с AML не обнаруживаются. В отличие от RTS, при котором CBP и p300 нефункциональны, в случае описанных выше транслокаций HAT-домены CBP и p300 остаются интактными в химерных белках. Однако CBP и p300 начинают работать неправильно (например, они работают не с теми последовательностями), поэтому в случае AML имеют место мутации приобретения, а не утраты функции.

### Другие злокачественные заболевания
В отличие от p300, который является классическим супрессором опухолей, ситуация с CBP менее ясна. С одной стороны, предрасположенность к опухолеобразованию у пациентов с RTS, а также тот факт, что и CBP, и p300 являются мишенями вирусов, изменяющих ДНК (аденовирус, SV40, папилломавирус человека), говорит о том, что CBP тоже может функционировать как опухолевый супрессор. Однако в тех опухолевых клетках, в которых имелись мутации в CREBBP, мутированной оказывалась только одна аллель, другая же оставалась интактной и функциональной. Это противоречит представлению о CBP как о классическом опухолевом супрессоре. Роль СВР была показана в таких видах карциномы, как рак толстой кишки, лёгких, поджелудочной железы и других раковых заболеваниях.
Установлено, что CBP-зависимый сигнальный путь Wnt/β-катенина находится в постоянно активированном состоянии у раковых клеток, устойчивых к действию противоракового препарата доксорубицина. Нарушение взаимодействия CBP с β-катенином, останавливающее работу сигнального пути, фармакологическим путём может восстановить чувствительность раковых клеток к этому препарату и улучшить прогноз для пациента. Кроме того, показано, что ингибитор комплекса CREB-CBP, нафтол-AS-TR-фосфата, может применяться для лечения рака лёгкого.

### Нарушения со стороны нервной системы
Многие нейродегенеративные заболевания человека (хорея Хантингтона (HD), синдром Кеннеди и другие) связаны с удлинением области полиглутаминовых повторов в определённых белках (в частности, Htt в случае HD и андрогенового рецептора при синдроме Кеннеди), которое приводит к образованию нерастворимых агрегатов. Они могут связываться с полиглутаминовыми трактами нормальных белков, в частности, CBP, который имеет участок из 18 остатков глутамина (остатки 2199—2216) в своём Q-обогащённом С-конце. При связывании с такими агрегатами происходит инактивация СВР, которая, по-видимому, и обусловливает их токсичность: эктопическая сверхэкспрессия СВР уменьшала смертность клеток в культуре, вызванную образованием глутаминовых агрегатов. В ходе экспериментов с дрозофилами было показано, что развитие нейродегенеративного фенотипа подавлялось при обработке ингибиторами деацетилаз, что служит доказательством необходимости гистонацетилтрансферазной функции CBP для предотвращения развития нейродегенеративных заболеваний.
Было показано участие CBP (и р300) в апоптозе нейронов, который происходит при болезни Альцгеймера (AD). Предполагается, что при этом СВР разрушается каспазой 6, что снижает уровень ацетилирования гистонов. Интересно, что увеличение содержания СВР связано с ранним развитием AD. Было продемонстрировано, что опосредованное пресенилином-1 разрезание N-кадгерина приводило к образованию пептида N-Cad/CTF2, который в цитоплазме связывается с СВР и способствует его протеасомному разрушению. Уменьшение количества СВР приводит к подавлению транскрипции генов, активируемых CREB. Мутации пресенилина-1 наблюдаются при семейных формах AD, причём они могут приводить как утрате, так и приобретению функции CBP. Кроме того, показано, что CBP функционирует как регулятор циркадных ритмов, и его разрушение, индуцированное бета-амилоидом, приводит к нарушению циркадных ритмов при AD. Имеются данные, свидетельствующие о связи СВР с развитием бокового амиотрофического склероза. Предполагается, что препараты, компенсирующие утрату функции СВР, могут использоваться в лечении нейродегенеративных заболеваний.
Имеются данные, что нарушение гистонацетилтрансферазной активности CBP вызывает проблемы при формировании долговременной памяти.
CBP может быть вовлечён в развитие некоторых психиатрических нарушений. Исследование 2012 года показало, что однонуклеотидные полиморфизмы в гене CREBBP могут быть ассоциированы с развитием шизофрении, большого депрессивного расстройства и биполярного аффективного расстройства и влиять на ответ пациентов на лечение. Более того, полиморфизмы в этом гене могут быть связаны с чувствительностью к наркотическим веществам, например, героину, а также алкоголю, и служить факторами развития привыкания к ним. В прилежащем ядре СВР регулирует индуцированное кокаином ацетилирование гистонов и необходим для развития поведенческих реакций, связанных с употреблением кокаина.

### Другие заболевания
CBP и p300 часто являются мишенями вирусов. Например, показано, что коровый белок вируса гепатита B усиливает транскрипцию генов, подконтрольных CRE, действуя на путь CRE/CREB/CBP.
В 2012 году было показано участие CBP в развитии муковисцидоза.

## Взаимодействия с другими белками
В таблице ниже перечислены ключевые белки, взаимодействующие с различными доменами CREBBP.
| Домен                            | Белки, которые с ним взаимодействуют                               | Группа                                                                              |
| -------------------------------- | ------------------------------------------------------------------ | ----------------------------------------------------------------------------------- |
| TAZ1                             | TBP p53 FOXO3a HIF1A CITED2 STAT2                                  | Общий транскрипционный фактор Транскрипционный фактор                               |
| KIX (сайт c-Myb)                 | CREB c-Myb p53 FOXO3a                                              | Транскрипционный фактор Транскрипционный фактор                                     |
| KIX (сайт MLL)                   | MLL p53 FOXO3a HTLV-1HBZ C-jun E2A HTLV-1 Tax                      | Транскрипционный фактор Транскрипционный фактор Вирусный белок                      |
| KIX (два сайта)                  | p53 FOXO3a                                                         | Транскрипционный фактор Транскрипционный фактор                                     |
| KIX (сайт связывания неизвестен) | BRCA1 SREBP                                                        | Транскрипционный фактор Транскрипционный фактор                                     |
| Бромодомен                       | Гистон H4 p53                                                      | Гистон Транскрипционный фактор                                                      |
| TAZ2                             | E1A TFIIB PCAF GCN5 p53 FOXO3a STAT1 MEF2                          | Белок аденовируса Общий транскрипционный фактор Коактиватор Транскрипционный фактор |
| NCBD (IBid)                      | p53 IRF3 ACTR                                                      | Транскрипционный фактор Транскрипционный фактор Коактиватор                         |
| Мотивы LXXLL                     | Ретиноидный X-рецептор Эстрогеновый рецептор Андрогеновый рецептор | Ядерный рецептор Ядерный рецептор                                                   |